# Chiropotes israelita
El sakí barbudo de espalda roja (Chiropotes israelita) es una especie de primate platirrino de la familia Pitheciidae. Habita en la Amazonia al noreste de Brasil y sur de Venezuela.